# Omri Casspi
Omri Casspi  (Yavne, 22. lipnja 1988.) izraelski je profesionalni košarkaš. Igra na poziciji niskog krila, a trenutačno je član NBA momčadi Sacramento Kingsa. Izabran je u 1. krugu (23. ukupno) NBA drafta 2009. godine od istoimene momčadi. 

## Europska karijera
Casspi je karijeru započeo u omladinskom pogonu Hapoel Holona. Sa 17 godina debitirao je za prvu momčad Maccabi Tel Aviva. U sezoni 2006./07. odlazi na jednogodišnju posudbu u Hapoel Galil Elyon. U sezoni 2008./09. završio je kao četvrti u glasovanju najboljeg mladog europskog igrača godine iza Ricky Rubija, Danila Gallinaria i Koste Koufosa.

## NBA
U predsezonskoj utakmici protiv New York Knicksa u Madison Square Gardenu postigao je 8 poena za 16 odigranih minuta. Šut iz igre 3/3, uključujući i jednu tricu. Prvotno se odlučio prijaviti na NBA draft 2008., ali je odustao jer nije bilo garancije hoće li ga netko izabrati u prvom krugu, što, naravno, donosi milijunski ugovor koji je garantiran. Sljedeće godine odlučio se prijaviti na NBA draft 2009. godine i izabran je kao 23. izbor od Sacramento Kingsa. Postao je prvim izraelskim igračem koji je izabran u prvom krugu drafta i koji će zaigrati u elitnom natjecanju NBA lige. Potpisao je trogodišnji ugovor vrijednan ukupno tri milijuna dolara.

## Vanjske poveznice
- Profil na Maccabi Tel Aviv
- Profil na Euroleague.net
- Profil[neaktivna poveznica] na Basketpedya.com